# Paul Gallez
Paul Gallez   (àrea metropolitana de Brussel·les, 20 de gener de 1920 - Bahía Blanca, 12 de juliol de 2007) va ser un cartògraf i historiador belga nacionalitzat argentí, que va viure a la ciutat de Bahía Blanca, província de Buenos Aires. Va publicar els seus treballs sota els noms de Paul, Paul J., Pablo i Pablo J. Gallez.
Va realitzar una àmplia investigació sobre mapes antics per demostrar que Amèrica era coneguda molt abans de l'Era dels Descobriments, inspirat en treballs previs realitzats per Dick Edgar Ibarra Grasso i Enrique de Gandía.
Va ser el primer a identificar la xarxa fluvial dels principals rius d'Amèrica del Sud al mapa d'Henricus Martellus Germanus, publicat el 1489 (anterior a Cristòfor Colom) i conservat a la British Library (Fº 68 vº i 69 rº de l'Add. Ms. 15760) de Londres, utilitzant una xarxa de distorsió.

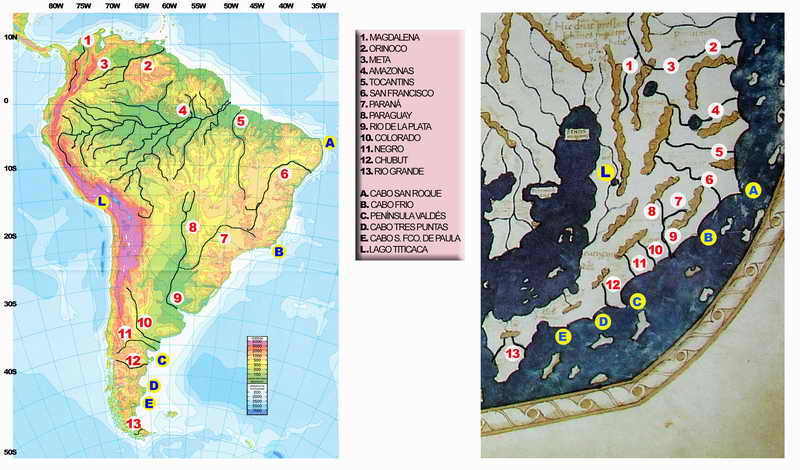
Principals rius, llacs, entrants i sortints costaneres de Sud-amèrica, identificats al llibre La Cola del Dragón. América del Sur en los mapas antiguos, medievales y renacentistas (1990), d'acord amb la imatge original de Paul Gallez (el mapa en color de l'esquerra correspon a una recreació de l'autor eivissenc Nito Verdera)

El gran descobriment de Paul Gallez a la cartografia, la xarxa fluvial de Sud-amèrica, va tenir lloc el 1973, a Bahía Blanca:
| « | A les tres del matí em vaig aixecar i vaig anar a veure la còpia del mapa de Martellus, que havia fotografiat a Londres. Un per un vaig anar identificant els rius: el Magdalena, l'Amazones, l'Orinoco, el Paranà, el Paraguai, que sorprèn per la seva precisió, tot amb una exactitud sorprenent. Després apareixien el Colorado, el Negre, la gran península d'Amèrica, la de Valdés i, al sud, el riu Chubut... No en faltava ni en sobrava cap. Fins i tot a Terra del Foc s'incloïa el riu Gran. Amb un detall cridaner: el riu Chubut no es va conèixer, pràcticament, fins al 1830. Vaig suposar que era un gran descobriment i vaig decidir publicar-lo en una revista seriosa i de molta fama, perquè no semblés una fantasia. Vaig escriure l'article i durant una visita a Bonn el vaig presentar a la prestigiosa revista Erdkunde. | » |
| — Declaracions de Paul Gallez al periodista Rubén Benítez, publicades al diari La Nueva Provincia de Bahía Blanca, Argentina, el 25 de maig de 2003 | |   |

L'article de Gallez, fruit de la inspiració en una nit d'insomni, va ser molt ben acollit a Alemanya i es va publicar en francès: Les grands fleuves d’Amérique du Sud sur le ptolémée londonien de Henri Hammer (1489). Erdkunde XXIX/4, Bonn 1975.
Ell ha qualificat el treball relatiu a l'estudi del possible coneixement precolombí d'Amèrica fet inicialment per cartògrafs, geògrafs i historiadors argentins entre els quals s'inclou, com el resultat de l'anomenada Escola Argentina de Protocartografia.

## Publicacions
- «Problems of regional planning in semi arid countries» (en anglès). The Annals of Regional Science, 4(2), 1970, pàg. 36-42. DOI: 10.1007/BF01294887.
- «Protocartografía Fueguina y Sudamericana» (en castellà). Rev. Karukinká- Cuaderno Fueguino, 1977, pàg. 21-22.
- «Les travaux de l'Ecole Argentine de Protocartographie» (en anglès). Archives internationales d'Histoire des Sciences [Wiesbaden, Alemanya], 28(102), 1978, pàg. 119-120.
- «Walsperger and His Knowledge of the Patagonian Giants, 1448.». A: Imago Mundi. The international journal for the history of cartography (en anglès).  Londres: Thaylor & Francis, 1981, p. 91-93.
- Cristobal de Haro banqueros y pimenteros en busca del estrecho magallánico (en castellà).  Bahía Blanca: Instituto Patagónico, 1991. OCLC 432007311.
- La Cola del Dragón. América del Sur en los mapas antiguos, medievales y renacentistas (en castellà).  Bahía Blanca: Instituto Patagónico, 1990.
- Cristóbal de Haro. Banqueros y pimenteros en busca del estrecho magállanico (en castellà).  Bahía Blanca: Instituto Patagónico, 1991.
- Protocartografia y exploraciones (en castellà).  Bahía Blanca: Instituto Patagónico, 1999.
- Estudios históricos sobre Tierra del Fuego (en castellà).  Bahía Blanca: Instituto Patagónico.